# 帝塚山学院短期大学
帝塚山学院短期大学（てづかやまがくいんたんきだいがく、英語: Tezukayama Gakuin College）は、大阪府堺市晴美台4-2-2に本部を置いていた日本の私立大学である。1950年に設置され、2000年に廃止された。

## 概要

### 大学全体
- 大阪府堺市[注 2]に所在した日本の私立短期大学で、設置主体は学校法人帝塚山学院[1]。
- 国内で最初に認可された短期大学149校[注 3]の1校として、1950年に2学科体制で開学した[2]。
- 後に学科、専攻の増設もあり、夜間部にも同じ学科・専攻数が設置されていた。
- 1997年度の入学生を最後に[注釈 2]、短期大学としての使命を終える[注釈 3]。

### 建学の精神（校訓・理念・学是）
- 帝塚山学院短期大学における建学の精神：「力の教育」

### 教育および研究
- 帝塚山学院短期大学に置かれていた学科としてまず文学科がある。なかでも、文芸専攻は日本における文芸の歴史･理論などに主眼をおいた教育が行われ、ほか、詩人・作家・新聞社・広告会社の人々によるコピーライティング、「文章表現」といった講義や文芸鑑賞、古典芸能鑑賞、文学遺跡の探訪といった行事も行われていた。英文専攻では、会話中心のカリキュラムが組まれており、スピーチコンテストや海外研修といったイベントも行われていた。
- 家政学科にはが｢衣料管理士｣･｢生活文化｣の各コースからなる服飾専攻と｢食品衛生管理者｣・｢国際食文化｣の各コースからなる食物栄養専攻があった。。後者では、外国人講師による｢調理実習｣も行われていた。
- 海外研修制度としてアメリカやイギリスにて行われていた。

### 学風および特色
- 帝塚山学院短期大学は開学以来、女子を対象とした短大となっていた。

## 沿革
- 1916年
  - 財団法人帝塚山学院設立認可。
- 1926年
  - 帝塚山学院高等女学校が発足する。
- 1949年
  - 10月 文部省[注釈 4]に短期大学[注 4]の設置認可に関する申請を行う[注 5]。なお、学科・専攻は以下の通りとなっている[注 6]。
    - 文芸学科 
      - 第一部 入学定員40名
      - 第二部 入学定員40名

    - 服飾学科
      - 第一部 入学定員40名
      - 第二部 入学定員40名

    - 商学科第二部 入学定員40名
- 1950年
  - 3月14日 左記を以て短期大学の設置が文部省[注釈 4]より認可される[10][注 7]。
  - 4月1日 左記を以て帝塚山学院短期大学が以下の学科体制にて開学する[注 8]。
    - 文芸学科→文芸科
      - 第一部 入学定員40名→文芸科
      - 第二部 入学定員40名

    - 服飾学科→服飾科
      - 第一部 入学定員40名→服飾科
      - 第二部 入学定員40名

    - 商学科第二部 入学定員40名
- 1951年
  - 3月15日 学校法人帝塚山学院が成立する[16]。
  - 4月1日 第二部を設置し、以下の学科体制に整備する[注 9]
    - 文科
      - 第一部 入学定員40名
      - 第二部 入学定員40名

    - 服飾科
      - 第一部 入学定員40名
      - 第二部 入学定員40名
- 1952年
  - 4月1日 学科体制を以下の通り整備する[注 10]。
    - 文科
      - 国文専攻
        - 第一部 入学定員40名
        - 第二部 入学定員40名

      - 英文専攻
        - 第一部 入学定員40名
        - 第二部 入学定員40名

    - 家政科
      - 食物専攻
        - 第一部 入学定員40名
        - 第二部 入学定員40名

      - 服飾専攻
        - 第一部 入学定員40名
        - 第二部 入学定員40名
- 1954年
  - 5月1日 学生数[19]/定員
    - 文芸科 
      - 第一部 159[注釈 5]/160
      - 第二部 139[注釈 5]/160

    - 家政科
      - 第一部 263[注釈 5]/160
      - 第二部 98[注釈 5]/160
- 1956年
  - 3月31日 専攻科の設置が認められ、以下の課程を設ける[20]。
    - 文芸専攻 入学定員30名
- 1966年
  - 5月1日 学生数[21]/定員
    - 文科 
      - 第一部 278[注釈 5]/160
      - 第二部 82[注釈 5]/160

    - 家政科
      - 第一部 281[注釈 5]/160
      - 第二部 128[注釈 5]/160
- 1967年
  - 5月1日 学生数[22]/定員
    - 文科 
      - 第一部 261[注釈 5]/160
      - 第二部 285[注釈 5]/160

    - 家政科
      - 第一部 236[注釈 5]/160
      - 第二部 109[注釈 5]/160？
- 1968年
  - 3月31日 以下については左記をもって正式に廃止とする[注 11]。
    - 家政科食物栄養専攻第二部
- 1969年
  - 4月1日 学科名の変更あり[注釈 6]。
    - 文科→文学科
    - 家政科→家政学科
- 1978年
  - 4月1日 以下の学科・専攻については、この年度で学生募集を最終とする[注 12]
    - 文学科
      - 第二部
        - 文芸専攻
        - 英文専攻

    - 家政学科
      - 服飾専攻第二部

  - 5月1日 学生数[28]/定員
    - 文学科 
      - 第一部 422[注釈 5]/160
      - 第二部 58[注釈 5]/160

    - 家政学科
      - 第一部 371[注釈 5]/160
      - 第二部 21[注釈 5]/80

  - 12月25日 専攻科を廃止する[29]。
- 1979年
  - 5月1日 学生数[30]/定員
    - 文学科 
      - 第一部 412[注釈 5]/160
      - 第二部 30[注釈 5]/80

    - 家政学科
      - 第一部 377[注釈 5]/160
      - 第二部 9[注釈 5]/40
- 1980年
  - 5月1日 学生数[31]/定員
    - 文学科 
      - 第一部 408[注釈 5]/160
      - 第二部 401[注釈 5]/160

    - 家政学科 10[注釈 5]/-
- 1981年
  - 8月6日 以下の学科・専攻については左記をもって正式に廃止とする[注釈 6]。
    - 文学科
      - 第二部
        - 文芸専攻
        - 英文専攻

    - 家政学科
      - 服飾専攻第二部
- 1985年
  - 3月29日 教員の免許状授与の所要資格を得させるための課程の認定される[34]
- 1986年
  - 4月1日 キャンパスを堺市に移転し、学科の入学定員増を以下の通り行う[注 13]。
    - 文学科
      - 文芸専攻 40→100
      - 英文専攻 40→100

    - 家政学科
      - 服飾専攻 40→80
      - 食物栄養専攻 40→80

  - 5月1日 学生数[39]/定員
    - 文学科 393[注釈 5]/280
    - 家政学科 340[注釈 5]/240
- 1992年
  - 5月1日 学生数[注 14]/定員
    - 文学科 519[注釈 5]/400
    - 家政学科 449[注釈 5]/320
- 1997年
  - 5月1日 学生数[42]/定員
    - 文学科 326[注釈 5]/400
    - 家政学科 319[注釈 5]/320
- 1998年
  - 5月1日 学生数[43]/定員
    - 文学科 117[注釈 5]/200
    - 家政学科 141[注釈 5]/160
- 1999年
  - 5月1日 学生数[44]/定員
    - 文学科 1[注釈 5]/-
- 2000年
  - 3月24日 左記をもって正式に廃止とする[注釈 3]。

## 基礎データ

### 所在地
- 堺キャンパス（大阪府堺市晴美台4-2-2[注釈 1] ）
- 旧・住吉キャンパス（大阪府大阪市住吉区帝塚山中3-9-2[45][46]）

### 象徴
- 右記資料も参照のこと[47]

## 教育および研究

### 組織

#### 学科
- 文学科
  - 文芸専攻 入学定員100名[注釈 7]
  - 英文専攻 入学定員100名[注釈 7]
- 家政学科
  - 服飾専攻 入学定員80名[注釈 7]
  - 食物栄養専攻 入学定員80名[注釈 7]

### 第二部が設置されていた学科･専攻
- 文学科
  - 文芸専攻 入学定員40名[注釈 8]
  - 英文専攻 入学定員40名[注釈 8]
- 家政科
  - 服飾専攻 入学定員40名[注釈 8]
  - 食物栄養専攻 入学定員40名[注 15]

#### 専攻科
- 文芸専攻 入学定員30名[53]

#### 別科
- なし

#### 取得資格について
資格
- 食品衛生管理者：家政学科食物栄養専攻

教職課程
- 中学校教諭二種免許状[54]
  - 国語：文学科文芸専攻
  - 英語：文学科英文専攻
  - 家庭：家政学科服飾専攻
- 当初は高等学校教諭免許状も併設されていた[55]。
  - 国語：文学科文芸専攻第一部・第二部
  - 英語：文学科英文専攻第一部・第二部
  - 家庭：家政学科服飾専攻第一部・第二部

### 研究
- 『帝塚山学院短期大学研究年報』[56]
- 『加藤道夫の生涯』[57]ほか。

## 大学関係者と組織

### 大学関係者一覧
歴代学長
- 神崎驥一
- 鶴崎裕雄

#### 出身者
- 吉川綾子：陸上選手
- 小林カツ代：料理研究家
- 島村洋子
- 小林由佳：政治家（元堺市議会議員）・タレント

## 施設

### キャンパス
- 大学とは別に短大独自のキャンパスを擁していた。

## 対外関係

### 系列校
- 帝塚山学院大学
- 帝塚山学院中学校・高等学校
- 帝塚山学院泉ヶ丘中学校・高等学校
- 帝塚山学院小学校
- 帝塚山学院幼稚園

## 卒業後の進路について

### 就職について
- 全学科を含めると、日本生命保険・三菱東京UFJ銀行・日本空港サービス・住友生命保険・紀陽銀行・三井住友銀行・大阪ガス・泉州銀行・池田銀行・大同生命保険・東レ・ニチレイ・日清食品・大阪トヨペット・阪急百貨店・関西テレビ放送・THKなど一般企業への就職実績がある[58]。

### 編入学･進学実績
- 全学科を含めて、系列の帝塚山学院大学への編入学者が多いものとなっていた。